# 国吉康雄

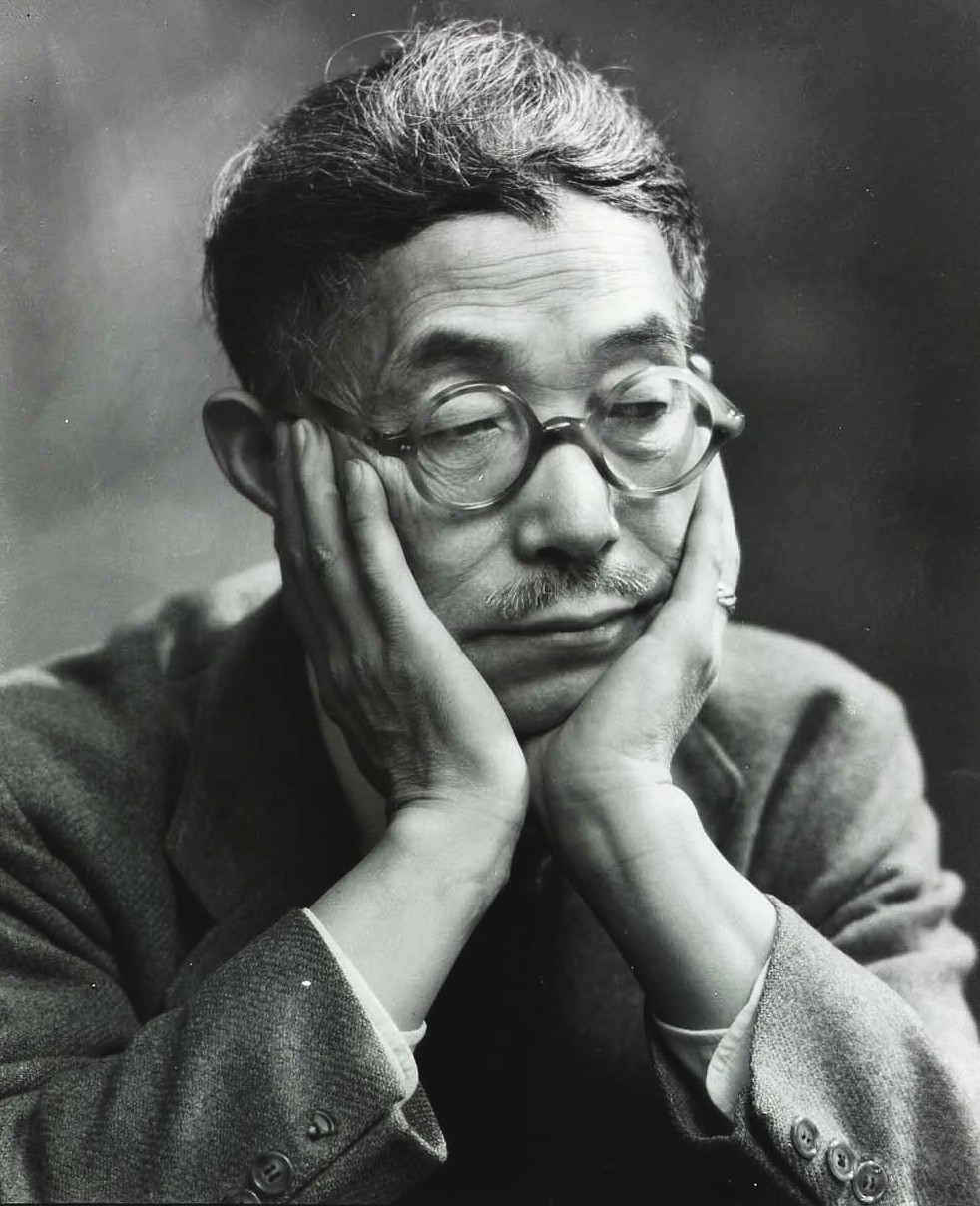
国吉康雄

国吉 康雄（くによし やすお、1889年9月1日 - 1953年5月14日）は、日本の洋画家。岡山県岡山市中出石町（現・岡山市北区出石町一丁目）出身。20世紀前半にアメリカ合衆国を拠点に活動した。

## 経歴

### 誕生・および幼少期
国吉は1889年、岡山市内に人力車夫･国吉宇吉と以登の一人息子として誕生。弘西小学校、内山高等小学校を経て1904年に岡山県立工業学校の染料科に入学したが、1906年に退学し、カナダ経由でアメリカに渡った。国吉自身は渡米の理由について「父の助言」と後に述べたが、英語の習得を目的とした一少年の冒険とも評され、また当時は日本人のアメリカ移民が流行していた事も背景にあるといわれる。しかし同年はアメリカが帰化法を改正して、日本人移民1世のアメリカ国籍取得を事実上不可能にした年でもあった。

### アメリカへの移住、画学生時代
国吉のアメリカ生活はシアトルから始まり、鉄道工夫、農業労働者、ホテルの雑役夫により糊口を凌いだ。次いでロサンゼルスに移動して肉体労働に従事する傍らに公立学校に通い、その後スクール・オブ・アート・アンド・デザインに入学して画学生となった。1910年に国吉はニューヨークに移動し、ナショナル・アカデミーに入学するが3カ月で退学し、その後1914年にインディペンデント・スクール・オブ・アーツに入学した。この前年にはヨーロッパのモダニズム芸術を紹介してアメリカの保守的な美術界に衝撃を与えたアーモリー・ショーが開催されたが、国吉自身は仕事のためこれを直には見ていない。しかしアーモリー・ショーがもたらした熱気に国吉も人づてながら触れていた。
国吉は更にヘンリー・スクールを経て、1916年にアート・スチューデンツ・リーグ・オブ・ニューヨークに入学し、ケネス・ヘイズ・ミラーの指導を受けた。アート・ステューデンツ・リーグの在学中に、国吉はジュール・パスキンやロイド・グッドリッチなど後に国吉を支える多くの人物と出会った。最初の妻となる画家キャサリン・シュミットとの出会いもここである。
1917年、国吉は新独立美術協会展に作品を出展した後、当時のアメリカの前衛画家が集っていたペンギン・クラブに誘われて展示会に出品し、画家活動の第一歩を踏み出した。同時期に国吉は資産家のハミルトン・イースター・フィールドから生活の援助を受け、彼の影響もあり国吉の画風はアメリカ的モダニズムへと進んでいく。このころの作品は印象派のピエール・オーギュスト・ルノワールの作風、ポール・セザンヌの色調の影響を受けている。代表作に『自画像』（1918）、『テーブル前の女』(1917)などがある。
1919年には国吉はキャサリンと結婚するが、アメリカ国籍を持たない国吉と結婚したため、当時のアメリカ法によりキャサリンもアメリカ国籍を剥奪されてしまった。

### アメリカモダニズム画家へ・幻想的表現主義の展開(1920年代)
1922年、国吉がダニエル画廊で開いた個展がアメリカメディアに大きく注目され、彼の作品の素朴さや独自性、モダニズムの中にある繊細性などが評価された。その後ダニエル画廊での個展は毎年続き、国吉は独特な素朴派画家として売り出していった。当時の国吉について、ヨーロッパとも日本とも違うアメリカのモダニズムを生み出したという評価もあり、国吉はヨーロッパの模倣ではないアメリカ画家としてアメリカに受け入れられていった。
ロイド・グッドリッチは当時の国吉の画風を「東洋趣味とモダニズムのユニークな混合」と評し、ミルトン・ブラウンは「20年代の国吉の作品はマルク・シャガールなどの表現主義に近い」と評した。村木明は当時の国吉の画風について、国吉独自の作風を示すもので、それなりの意図と工夫があり、国吉の日本時代の生活記憶と空想・ユーモアから生まれた幻想的表現主義であると述べた。当時の代表作に『野馬』(1920)、『海辺』(1920)、『海岸の家』（1922）、『釣りをする少年』（1922）、『フルーツを盗む少年』（1923）、『暁を告げる雄鶏』（1923）などがある。
また同1922年にはモダニズム画家が集っていたサロンズ・オブ・アメリカの会長職を、死去したフィールドから引き継ぎ、1936年まで務めた。
1925年、国吉はジュール・パスキンの誘いを受けてパリに渡る。エコール・ド・パリの初期に当たるこの時、国吉は特にサーカスの少女を好んで描き、サーカスの少女は後々まで希望の象徴として国吉の絵に登場する事になる。1928年に国吉は再びパリを訪れ、エロティックな性質の作品を手掛けた。またこの時にモーリス・ユトリロ、シャイム・スーティン、パブロ・ピカソらと交流し、彼らの写実的な手法に影響を受けた。
1929年、国吉はニューヨーク近代美術館により現代アメリカ絵画を代表する1人として、「19人の現代アメリカ画家展」に選出された。この時期の国吉は絵画「横たわる裸婦」などで流動的なリアリズムを表現した。当時のアメリカ美術界では、アメリカ独自のものをどう表現するかという課題を持っており、日常のリアリズムを表現するアメリカン・シーンが流行した。国吉はここでも活躍した。

### 1930年代の動向・時代性の素描
1931年10月、国吉は故郷で重病となった父を見舞うため日本に一時帰国した。その際に日本の美術界による帰国歓迎会が催され、二科会の会員に推薦されたり、東京・大阪・岡山で個展も開かれた。国吉の帰国は日本で一時的な話題にはなったが、絵は2点しか売れないなど、国吉の芸術が日本側に理解されたわけではなかった。また日本滞在中に警官に対して敬礼しなかったために、警官から激しく罵倒されるといったアクシデントもあり（国吉はこの件を劇画に残した）、以降の国吉は日本社会と馴染む事を断念する。アメリカに戻った後に妻キャサリンと離婚する。1935年に女優・ダンサー・モデルのサラ・メゾと再婚した。
1933年、国吉は母校のアート・ステューデンツ・リーグの教授に就任、教え子の中には山本紅浦などがいる。またリベラル的な芸術家の集団であるアン・アメリカン・グループの委員長となる。
1930年代には世界的なファシズムの波が覆う一方で、ファシズムに反対する運動も活発化していた。国吉も自らを育んだ民主主義を守るべく、1936年にアメリカ美術家会議に参加して全米執行委員・展覧会委員長に就任し、反ファシズム運動に身を投じた。国吉はアメリカ美術会議にて反戦・反ファシズムや文化振興といったテーマの展覧会を開催した。しかし後にソ連がドイツと接近した事、特にソ連のフィンランド侵攻に対する評価をめぐってアメリカ美術家会議内では対立が顕在化し、国吉は1940年にアメリカ美術家会議を脱退した。
当時の国吉の画風は、写実性と時代性が複合したものといわれ、女性をモチーフとした各絵画に表れている。

### 太平洋戦争と国吉
1941年の日米開戦の際、国吉はニューヨークに住んでいたためにアメリカ西海岸の日系人強制収容の対象にはならなかったが、敵性外国人として当局によって取り調べやカメラ双眼鏡の没収、またニューヨーク市外に出る際には許可が必要といった措置を受けた。法律上はアメリカ国籍を取得できなくとも、既に「アメリカ人画家」としてのアイデンティティを持っていた国吉は傷ついたプライドを回復し、また自身がアメリカに敵対しない事を証明する必要に迫られた。一方で国吉は自らを育んだアメリカの民主主義を守る必要を感じ、満州事変以降の日本の中国侵略に対しては日米開戦前から疑問を抱いていた。
1941年12月12日、国吉はまずニューヨーク在住日本人美術家委員会の名で声明を出し、日米戦争に際してアメリカを明確に支持すると表明した。これには保忠蔵やトーマス永井、鈴木盛、ロイ門脇といった在米日本人・日系美術家が加わった。この他にも国吉は同様の声明をルーズベルト大統領やニューヨーク州知事、更に多くの知人宛てに送った。
やがて国吉はアメリカの戦時情報局（OWI）から対日プロパガンダの仕事を受ける。1942年にハワイからの対日ラジオ放送に参加し、アメリカ民主主義の正当性を日本に向けて主張した。
一方で当時の国吉には在米日本人・日系人社会（特に西海岸）との意識のずれがあったという指摘がある。国吉は在米日本人・日系人社会について、閉鎖的である、本国政府に従順すぎるといった批判を行っているが、日米戦争に際してアメリカ政府側に無批判に立ち、他の在米日系人に対して優位な感情を持つ傾向は、国吉のみならず東海岸に居住していた日本人・日系人に共通して見られた事でもあった。
また国吉の対米戦争協力の個々の行動についても批判がある。OWIから「日本側の残忍な拷問や虐殺」のシーンをポスターに書くよう要請された際、国吉はこれに応じて日本兵が乳児や女性を殺害しているなどのシーンのポスターを描いたが、こうしたものは批判精神を欠いた、ただ残虐なだけのものであった（このような残虐なポスターは結局採用されなかった）。また、インタビューの中で国吉は（日本兵の士気を削ぐためとはいえ）、日本の民間に対する爆撃を肯定しかねない発言を残している。これは日本の支配者側として戦争を遂行している日本の軍国主義者と、被支配者側である日本の一般国民を区別している国吉の基本姿勢とも矛盾していた。
一方で、国吉はOWIでプロパガンダポスターを描いていた際、ポスター内の人物から人種的な特徴を排除し、人種に関係なく戦争で傷つく人間を描こうとしていたという指摘もある。また国吉はOWIに参加した当初、徳川時代の将軍・鎧武者をモチーフにしたポスターを描いたが、これはOWIに「芸術的だが大衆へのインパクトに欠ける」という理由で却下されていた。「残虐なポスター」は、OWI側から「最近の日本の残虐行為」を描くように促された結果でもあったという。国吉は当時のアメリカではびこっていた、「日系人は日本の天皇のみに忠誠を誓い、アメリカには忠誠心を持たない」という偏見と闘わなければならなかった。国吉が従事した対日放送はアメリカ国内でも評価され、アメリカにおける反日系主義を和らげる効果もあったが、一方で日本人を悪魔同然に描く風潮は当時のアメリカでは強かった。そしてOWIが商業主義的な手法も使ってプロパガンダを進めた結果、純美術主義で先進的な考えを持ち、国吉と考えが近かったベン・シャーンなどがOWIから離脱した。国吉自身はOWIに残留したが、保守派からの批判を受けることになる。そして国吉が描いたOWI不採用ポスターは、「日本に詳しい日本人」（国吉自身は何十年も日本から離れており、実際には詳しくないにも拘らず）が描いたものとして、実際のシーンを描いたものではないプロパガンダポスターであることを読者側に隠されたまま、対日批判報道に援用された。
この時期の国吉は不安と孤独感に苛まれ、戦争の悲惨さと虚無感が彼の作品に影響を与える。国吉の代表作の一つである「誰かが私のポスターを破った」（1943年）は、アメリカの好戦的なナショナリズムや、国吉らのリベラル派画家への反感が背景にある。一方で国吉は静物画での比喩的心理表現や造形的な楽しみを見出し、「110号室」（1944年）はカーネギー・インスティチュート全米絵画展で1等賞となった。終戦前後になると国吉は貧民層を描いた「一日の終わり」（1945年）など、現実に回帰した作品を手掛けた。また「飛び上がろうとする頭のない馬」（1945年）や、「祭りは終わった」（1947年）では、排外的になるアメリカの世相への失望を表したとも言われる。

### 戦後～晩年
戦後の国吉はアメリカの美術家に対する公私の援助拡大を志向し、美術家組合（artist equity association）を1947年に設立して自ら会長となった。国吉のもとで美術家組合は急成長し、ニューヨークが世界の美術界の中心になっていく事に貢献する。一方で戦後アメリカの激しい反共主義を背景に、国吉や組合も政治的な攻撃を受けたが、国吉はこれを冷静にかわした。1948年にホイットニー美術館で国吉の回顧展が開かれた事は、アメリカ美術界で国吉が確固たる地位を得ていた証であった。
国吉は1950年ごろから体調を悪化させていく。1952年6月にはアメリカは移民帰化法を裁可し、国吉らアジア人移民一世にもアメリカ国籍取得の道が開けたが、国吉は国籍取得手続きの終了を待つことなく、1953年に胃癌で死去した。国吉は晩年、もう一度日本に帰って回顧展を開き、自身の作品を日本に問おうと希望していたが、叶わなかった。

### 私生活
私生活においては二人の米国人女性(キャサリン・シュミット(Katherine Schmidt、婚姻期間13年)、サラ・メゾ(18年間)と結婚している。

## 作品リスト
- 自画像
- 牛と小さなジョー
- フルーツを盗む少年
- 『カーテンを引く子供』 (1922)
- 『鶏に餌をやる少年』(1923)[48]
- 『物思う女性』(1935)
- 横たわる女
- 私は疲れた
- 牛乳列車
- 夏の嵐
- 2つの世界の間
- 誰かが私のポスターを破った
- 『製作中 (At Work)』 (1943)
- 『夜明けが来る』 (1944)
- 『鯉のぼり (Fish Kite)』 1950年

## 作品

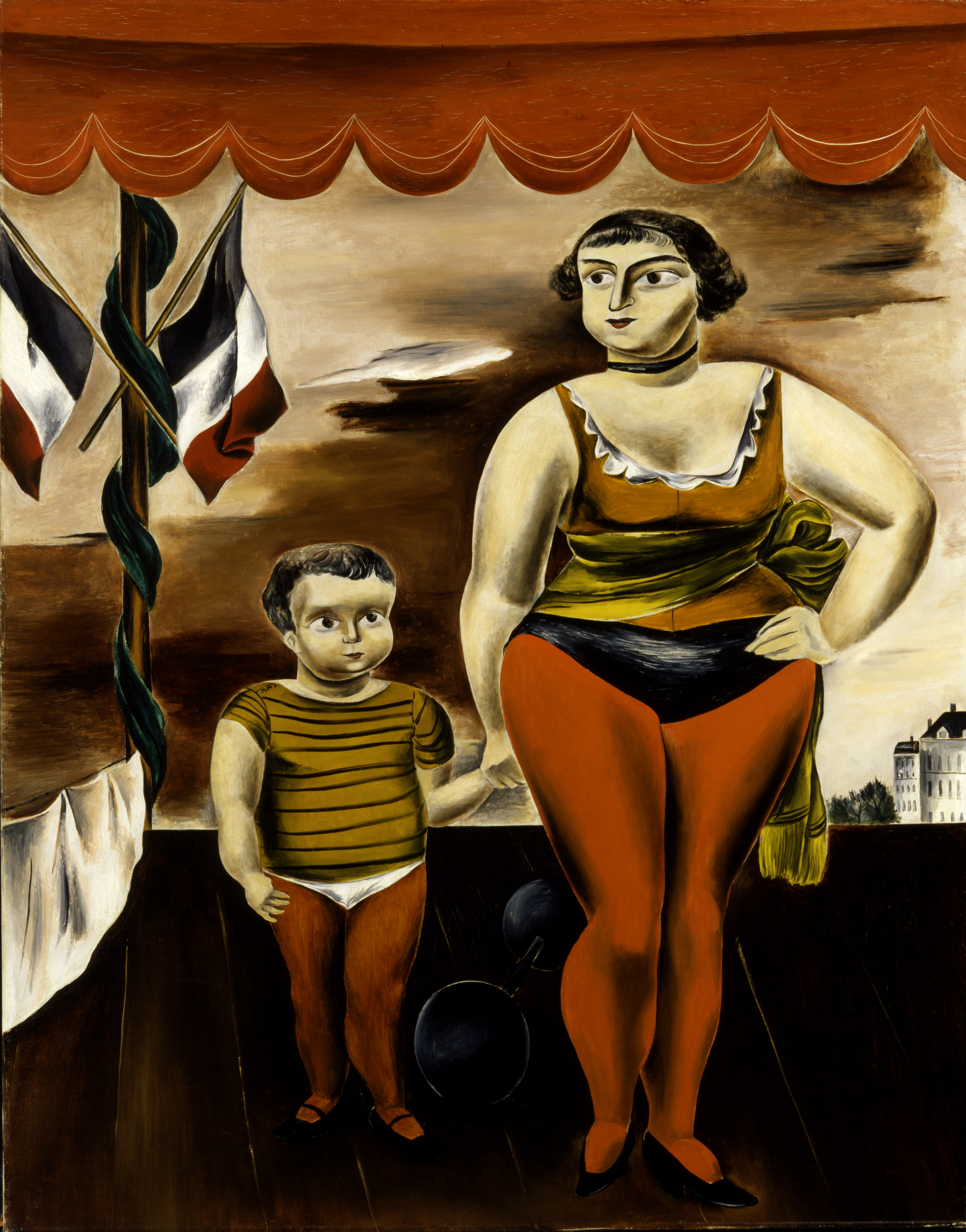
『力強い女と子供』(1922)
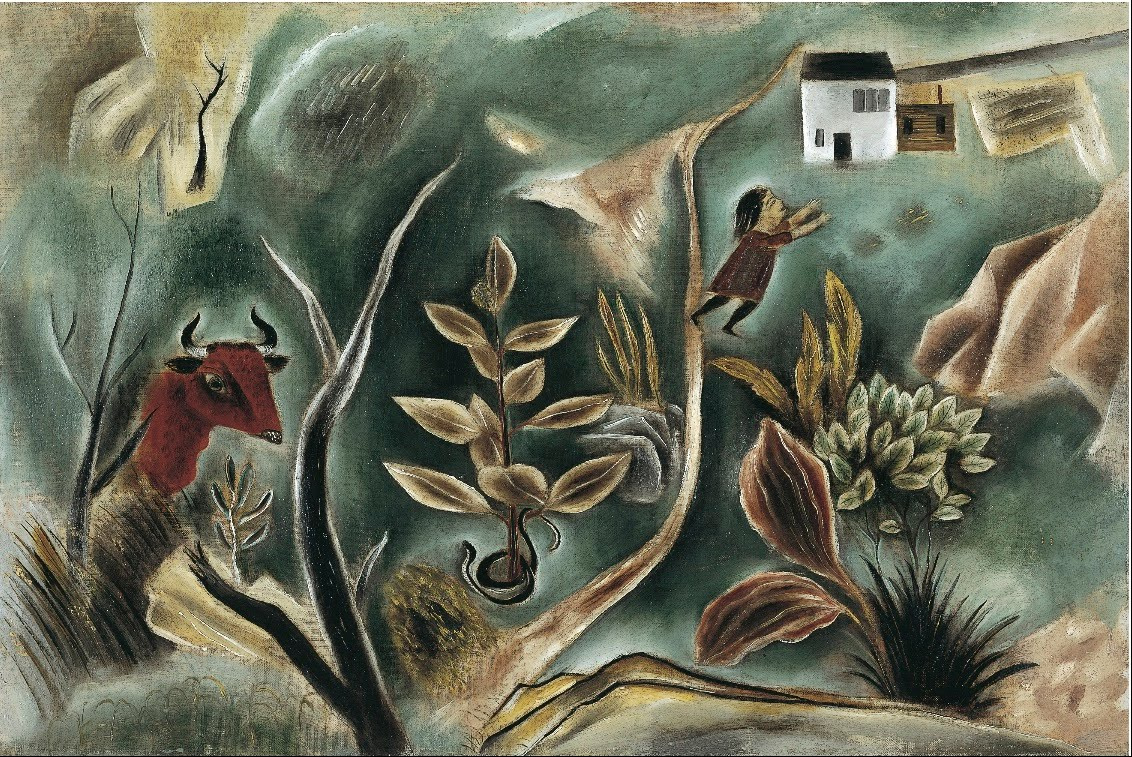
『夢』(1925).

## ドキュメンタリー
- 日曜美術館「ユニバーサルな美を求めて 国吉康雄と藤田嗣治」（2025年7月20日、NHK Eテレ）[49]

## 関連文献
- Goodall, Donald B. (1975). “Introduction”. Yasuo Kuniyoshi 1889-1953: A Retrospective Exhibition. Austin, TX: The University of Texas at Austin. pp. 17–42
- Goodrich, Lloyd (1948). Yasuo Kuniyoshi: Retrospective Exhibition March 27 to May 9, 1948. New York, NY: Whitney Museum of American Art
- Tatham, David (2006). “Drawn to Stone: The Early Lithographs of Yasuo Kuniyoshi”. North American prints, 1913-1947: an examination at century's end. Syracuse University Press
- Wolf, Tom (1993). Yasuo Kuniyoshi's Women. San Francisco, CA: Pomegranate Artbooks